# قرار مجلس الأمن التابع للأمم المتحدة رقم 775
قرار مجلس الأمن التابع للأمم المتحدة رقم 775، المتخذ بالإجماع في 28 آب / أغسطس 1992، بعد إعادة التأكيد على القرارات 733 (1992)،746 (1992)، 751 (1992) و767 (1992) التي نظرت في تقرير للأمين العام بطرس بطرس غالي بشأن الحرب الأهلية الدائرة في الصومال، قرر المجلس زيادة قوة عملية الأمم المتحدة في الصومال بـ 3000 فرد إضافي.
كما وافق المجلس على إنشاء أربع مناطق في الصومال: الشمال الغربي (بربرة) والشمال الشرقي (بوساسو) والأراضي الوسطى والعاصمة مقديشو. وفي كل منطقة ستقدم الامم المتحدة مساعدات انسانية إضافة إلى مراقبة وقف اطلاق النار والحفاظ على الأمن من خلال مساعدة الفصائل الصومالية على نزع سلاحها. ورحب أيضا بقرار الأمين العام زيادة الجسور الجوية، فضلا عن المساهمات من الدول الأعضاء، مع حث الأطراف والفصائل في الصومال على التعاون مع موظفي الأمم المتحدة في كل مكان.
كما دعا القرار إلى مراقبة صارمة لوقف إطلاق النار، ودعا إلى دعم الأطراف في الصومال للمساعدة في تسهيل إيصال المساعدات الإنسانية، ودعا جامعة الدول العربية ومنظمة الوحدة الأفريقية ومنظمة المؤتمر الإسلامي إلى المساعدة في السعي إلى تحقيق حل شامل للصراع.
ووفقًا لبطرس غالي، فإن القرار الحالي يشير إلى أن مجلس الأمن "قرر أخيرًا اتخاذ إجراءات أكثر صرامة"،  على الرغم من أن التنفيذ لم يُدرج بعد في التفويض. ولم يتم السعي للحصول على إذن من الحكومة الصومالية للموظفين الإضافيين لعدم وجود حكومة عاملة. في سبتمبر، بدأت أولى القوات في الوصول.

## روابط خارجية
- نص القرار في undocs.org